# クトゥグ・テムル
クトゥグ・テムル（モンゴル語: Qutugu temür、生没年不詳）は、モンゴル帝国に仕えた将軍の一人で、カルルク部の出身。『元史』では虎都鉄木禄(hǔdōu tiěmùlù)と漢字表記される。

## 概要
クトゥグ・テムルは、カルルク部出身の将軍で、チンギス・カン、オゴデイ・カアン、モンケ・カアン、クビライ・カアンの4代の皇帝に仕えたテメチの息子であった。
クトゥグ・テムルは幼いころより読書を好み、学士大夫と交流したことから、漢卿と称した。しかし、ブヤント・カアン（仁宗アユルバルワダ）は「漢が姓、卿が名」だと不譲な名であるとして、「漢卿」を名とするよう述べ、これ以後母が漢族の劉氏であったことに因んで「劉漢卿」と呼ばれるようになったという。
1274年（至元11年）、バヤンによる南宋領侵攻が始まった後、南宋の首都の臨安の占領に成功すると、南宋宮室の財産の接収のため派遣された。その後、平章のアウルクチとともに入して忠顕校尉総把、ついで昭信校尉の地位を授けられている。また1285年（至元22年）には、奉訓大夫・荊湖占城等処行中書省理問官の地位を授けられている。
1286年（至元23年）にはアウルクチとともに第三次ベトナム遠征に加わるよう命じられたが、この遠征は失敗に終わった。クトゥグ・テムルは無事鄂州に生還できたものの、このころ権臣のサンガが威勢を振るう時期であったため、クトゥグ・テムルは生家にて一時隠遁することとなった。1291年（至元28年）にはハルガスン・ダルハンが湖広行中書省平章政事として赴任し、この方面で事務に長けた者を探した所、多くの者がクトゥグ・テムルを推薦した。そこで春はクトゥグ・テムルを再び登用するよう計らい、再び給事中に抜擢された。その後、湖広行省平章政事の劉国傑が主導するベトナム再征に協力するも、クビライが崩御したことを受けて福建行省郎中の地位に遷った。それから、朝列大夫・漢陽府監、中順大夫・荊湖南道宣慰副使へと地位が移っている。
また峒酋の岑雄が反乱を起こした時には、詔を奉じてこれを諭し、服属させることに成功した。大中大夫・河南行中書省郎中、通議大夫・同僉枢密院事・礼部尚書、正議大夫・兵部尚書、中奉大夫・荊湖北道宣慰使の地位に改められた。
これより先、1309年（至大2年）には慶元路で日本人商人が暴動を起こして城内に火災が発生する事件があり（至大倭寇）、これによって日元間の往来は途絶えていた。このため、浙東地方は「倭奴の商舶が貿易し乱を起こす」地域として警戒されていたが、クトゥグ・テムルが1316年（延祐3年）に浙東道都元帥として着任して以後は海陸で暴動が起こることなかったという。